# Hycleus hermanniae
Hycleus hermanniae es una especie de coleóptero de la familia Meloidae.

## Distribución geográfica
Habita en Guinea y Senegal.